# Кодекс об административных проступках (Азербайджан)
Кодекс Азербайджанской Республики об административных проступках (азерб. Azərbaycan Respublikasının İnzibati Xətalar Məcəlləsi) — законодательный акт, устанавливающий основания и виды административной ответственности на территории АР.

## История
Основой для Кодекса Азербайджанской Республики об административных проступках послужил Кодекс Азербайджанской ССР об административных правонарушениях, который был утверждён постановлением Верховного Совета Азербайджанской ССР «О вступлении в силу Кодекса Азербайджанской ССР об административных правонарушениях» от 18 декабря 1984 года. Указанный Кодекс вступил в силу 14 мая 1985 года. В 1986-1987 годы в Кодекс об административных правонарушениях были внесены изменения и дополнения. 
15 декабря 2017 года в статью №45 Кодекса об административных проступках были внесены дополнения. Отныне 25% средств от административных штрафов переводятся на счёт соответствующих органов исполнительной власти. Указанная поправка вступила в силу 1 января 2018 года.

## Законодательная база
Юридическая база Кодекса об административных проступках состоит из настоящего Кодекса, статей Конституции Азербайджанской Республики и общепринятых норм и принципов международного права.
Лицо, признанное виновным в совершении административных проступков, в обязательном порядке привлекается к административной ответственности, вне зависимости от вида собственности, места нахождения, организационно- правовой формы, а также подчинённости.
Согласно «Положению о комиссиях по делам и охране прав несовершеннолетних», лица в возрасте от 16 до 18 лет, виновные в совершении административных проступков, имеют право быть освобождёнными от административной ответственности в зависимости от стечения обстоятельств, психического развития, здоровья, жизненных условий, а также образования.
По отношению к военнослужащим также не может быть применён административный арест.
Иностранцы и лица без гражданства могут быть привлечены к административной ответственности за административные проступки, которые совершены на территории Азербайджанской Республики на основе норм международного права.

### Виды административных взысканий
Существует несколько видов административных взысканий:
- предупреждение;
- административный штраф;
- возмездное изъятие предмета, которое является орудием совершения или же, непосредственным объектом административного проступка;
- конфискация предмета, которое является орудием совершения или непосредственным объектом административного проступка;
- ограничение особого права, которое было предоставлено физическому лицу, совершившему административный проступок;
- административное выселение иностранцев или лиц без гражданства за пределы Азербайджанской Республики;
- административный арест.

## Задачи и цели
Основными задачами вышеуказанного Кодекса являются:
- охрана прав и свобод человека и гражданина;
- охрана здоровья человека и гражданина;
- благополучие населения в санитарно-эпидемиологической сфере;
- защита морали, собственности, экономических интересов общества;
- поддержание общественного порядка и общественной безопасности;
- защита окружающей среды;
- укрепление законности и предупреждение административных проступков.

## Принципы
Кодекс об административных проступках базируется на следующих принципах:
- уважение прав и свобод человека и гражданина
- законность
- равенство перед законом
- презумпция невиновности
- справедливость
- предупреждение административных проступков.